# William S. Wallace

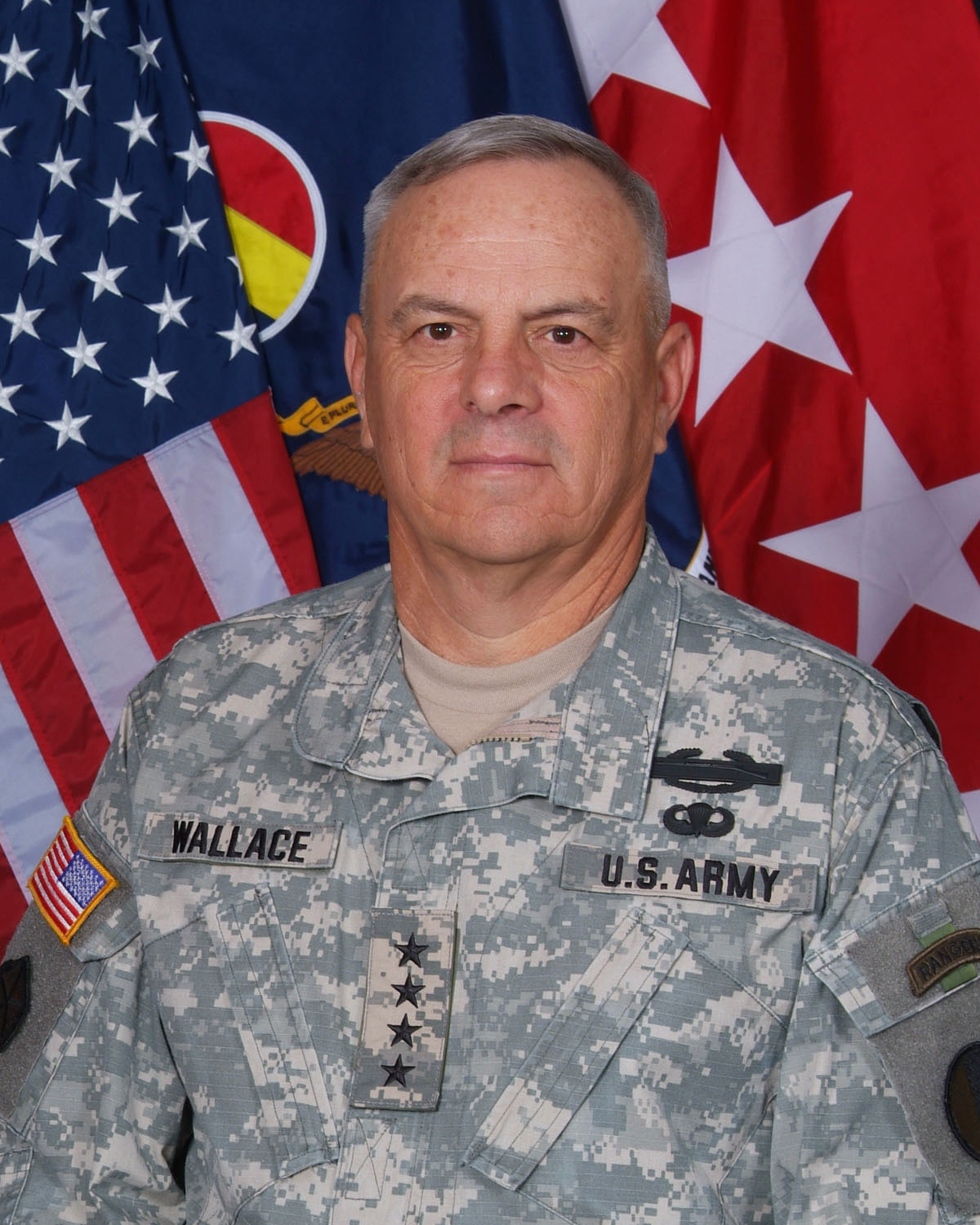
William S. Wallace

William Scott Wallace (* 31. Dezember 1946 in Chicago, Illinois) ist ein pensionierter Viersterne-General der United States Army. Er war unter anderem Kommandeur des V. Corps.
William Wallace wurde in Chicago geboren, wuchs aber zeitweise in Louisville in Kentucky auf, wo er bis 1965 die Eastern High School besuchte. Während der folgenden vier Jahre absolvierte er die United States Military Academy in West Point. Nach seiner Graduation wurde er als Leutnant den Panzereinheiten der Armee zugeteilt. In der Armee durchlief er anschließend alle Offiziersränge vom Leutnant bis zum Viersternegeneral.
Wallace nahm zunächst am Vietnamkrieg teil. Danach wurde er zur 82. Luftlandedivision versetzt, wo er unter anderem eine Kompanie führte und als Stabsoffizier eingesetzt war. Später absolvierte er den Armor Officer Advanced Course und die Naval Postgraduate School. In der Folge wurde er auch mehrfach nach Deutschland versetzt, wo er 1991 das Kommando über das 11. Panzerregiment mit dem Hauptquartier in Fulda übernahm. Zwischen Juni 1997 und Juni 1999 kommandierte William Wallace die 4. Infanteriedivision und vom 18. Juli 2001 bis zum 14. Juni 2003 hatte er den Oberbefehl über das V. Corps. In diese Zeit fallen die Verlegung des Corps nach Kuwait und die Unterstellung unter CENTCOM. Sein Corps nahm dann auch am Irakkrieg teil.
Zwischen Juli 2003 und Oktober 2005 war er Leiter des Command and General Staff College (Commandant of the United States Army Command and General Staff College). Sein letztes Kommando hatte Wallace zwischen dem 30. September 2005 und dem 8. Dezember 2008 als Kommandeur des United States Army Training and Doctrine Command (TRADOC). Anschließend ging er in den Ruhestand.
Nach seiner Militärzeit wurde William Wallace Mitglied im Vorstand einiger Firmen. Außerdem ist er Berater verschiedener Organisationen und Firmen, die mit dem Verteidigungsministerium der Vereinigten Staaten zusammenarbeiten.

## Orden und Auszeichnungen
General Wallace erhielt im Lauf seiner militärischen Laufbahn unter anderem folgende Auszeichnungen:
- Defense Distinguished Service Medal
- Army Distinguished Service Medal
- Legion of Merit
- Bronze Star Medal
- Meritorious Service Medal
- Army Commendation Medal
- Army Achievement Medal
- Gallantry Cross (Südvietnam)
- Combat Infantryman Badge
- Parachutist Badge